# (41795) Wiens
(41795) Wiens est un astéroïde de la ceinture principale.

## Description
(41795) Wiens est un astéroïde de la ceinture principale. Il fut découvert le 22 novembre 2000 à Haleakala par NEAT. Il présente une orbite caractérisée par un demi-grand axe de 3,04 UA, une excentricité de 0,16 et une inclinaison de 9,7° par rapport à l'écliptique.